# Gediksatılmış, Arpaçay
Gediksatılmış là một xã thuộc huyện Arpaçay, tỉnh Kars, Thổ Nhĩ Kỳ. Dân số thời điểm năm 2010 là 245 người.